# Clayoquot Plateau Park
Clayoquot Plateau Park är en park i Kanada.   Den ligger i provinsen British Columbia, i den sydvästra delen av landet, 3 700 km väster om huvudstaden Ottawa. Clayoquot Plateau Park ligger 1 026 meter över havet.
Terrängen runt Clayoquot Plateau Park är huvudsakligen lite bergig. Clayoquot Plateau Park ligger uppe på en höjd. Trakten runt Clayoquot Plateau Park är nära nog obefolkad, med mindre än två invånare per kvadratkilometer.. Det finns inga samhällen i närheten. 
I omgivningarna runt Clayoquot Plateau Park växer i huvudsak barrskog.